# Escut de Bulgària
L'escut de Bulgària és de gules, amb un lleó rampant d'or, timbrat amb la corona històrica búlgara. Com a suports, el flanquegen dos lleons rampants d'or coronats, que descansen sobre dues branques de llorer travessades i una cinta amb els colors de la bandera nacional, on es llegeix el lema Săedinenieto pravi silata ('La unió fa la força') en caràcters ciríl·lics.
El lleó rampant com a símbol de Bulgària ja es troba documentat des de final del segle xiii.

## Història de l'escut actual
Després de set anys de discussió, el 31 de juliol de 1997 el Parlament va aprovar el nou escut nacional entre tres propostes finals. L'escut va substituir el que havia estat vigent fins al 1991, de model socialista. Entre 1991 i 1997 Bulgària no va tenir escut oficial.
Les discussions s'iniciaren quan els socialistes es van oposar a la reintroducció de la corona de la dinastia de Saxònia-Coburg-Gotha, deposada després de la Segona Guerra Mundial, el 1947; aquell any una estrella roja havia reemplaçat la corona.
El juliol de 1996 el Partit Socialista, llavors al govern, va aprovar un escut amb el lleó sense corona, però el president Jélev va vetar la decisió.
Finalment es va arribar a un acord entre els socialistes (a l'oposició) i altres partits, que va permetre establir un lleó coronat, encara que la corona fixada és la de l'últim emperador medieval Ivan Segimon (1371-1393). A l'escut s'hi va reintroduir el lema «La unió fa la força».

## Escuts usats històricament

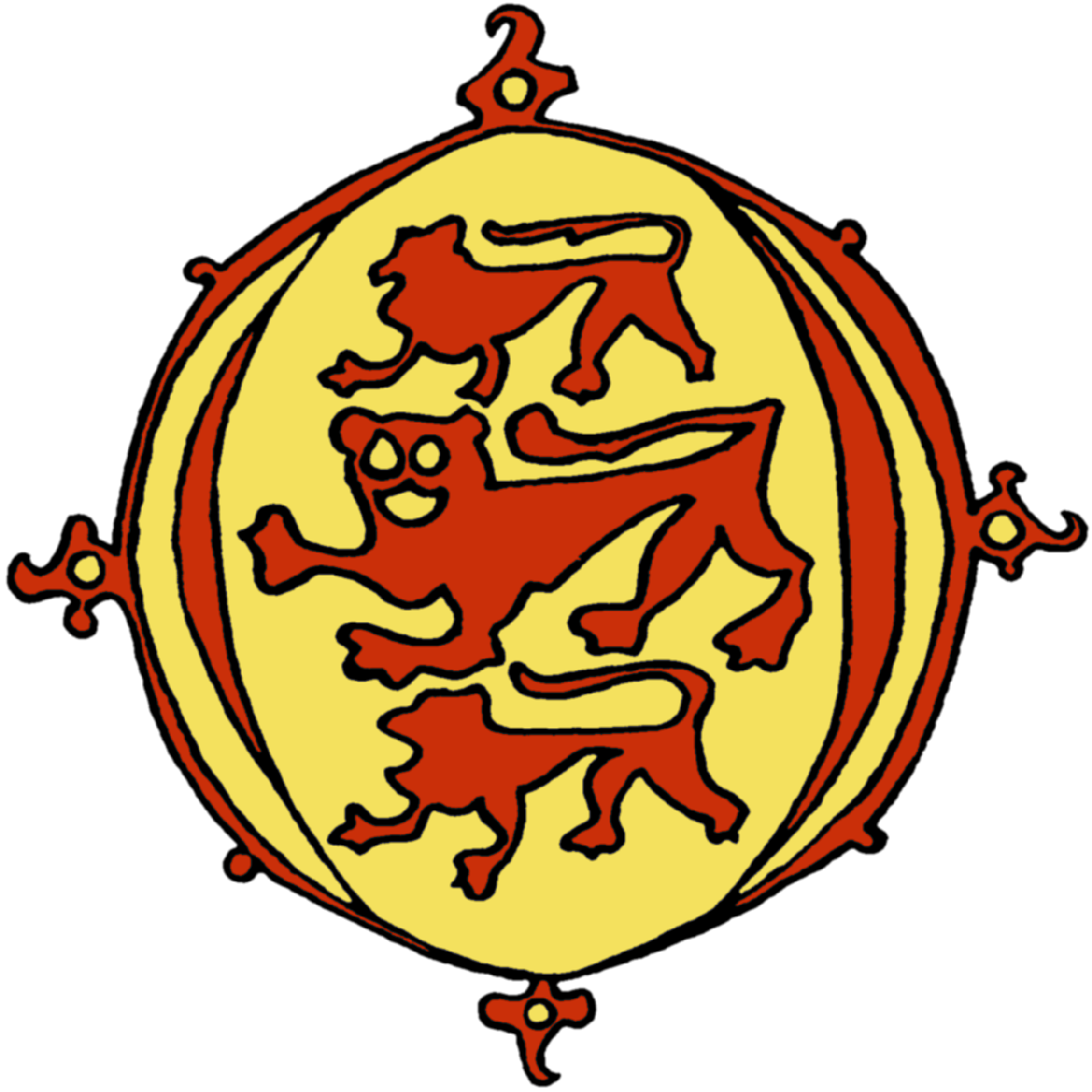
Segon Imperi Búlgar, durant el regnat d'Ivan Segimon, 1371-1393
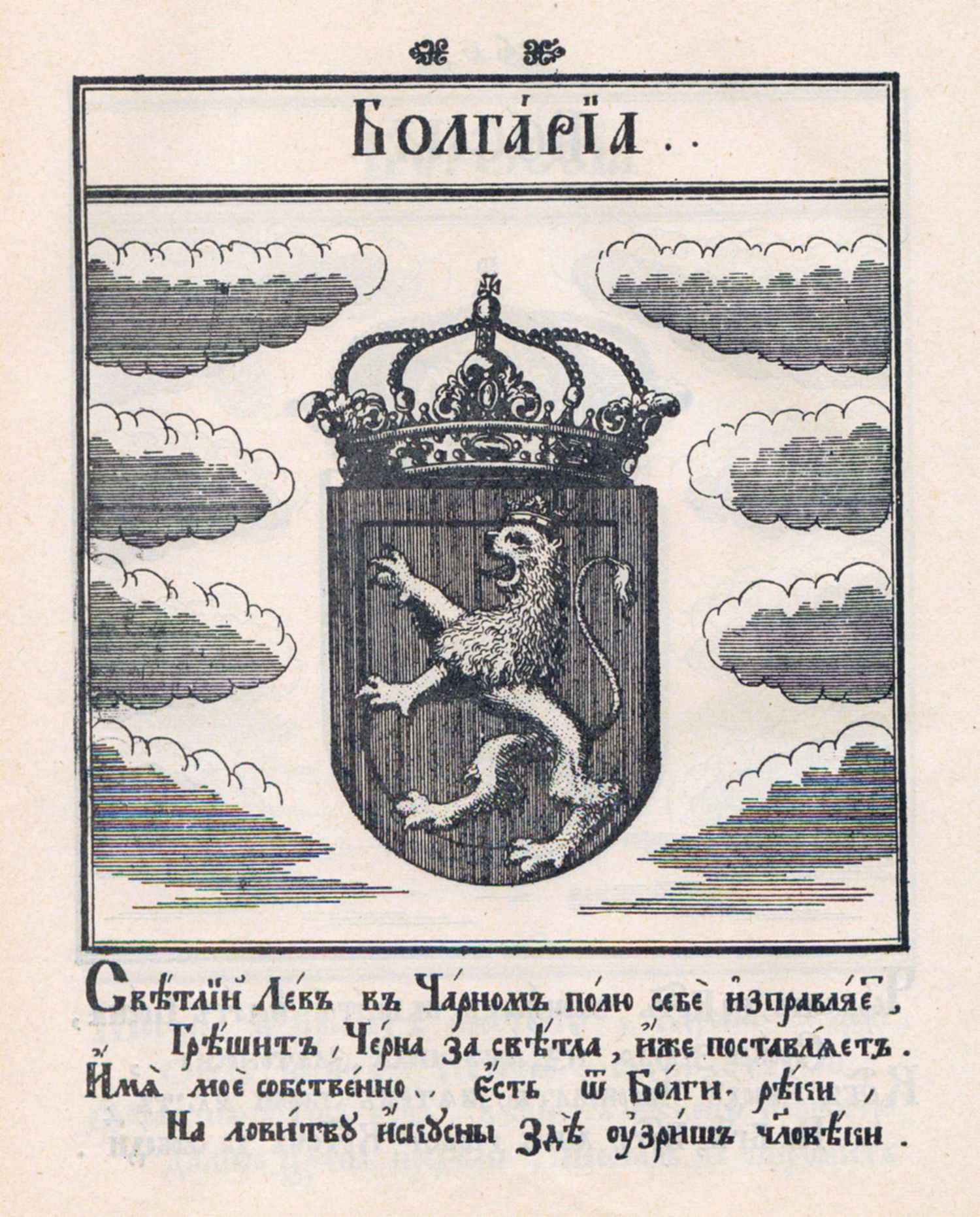
Regne de Bulgària, en un armorial de 1741
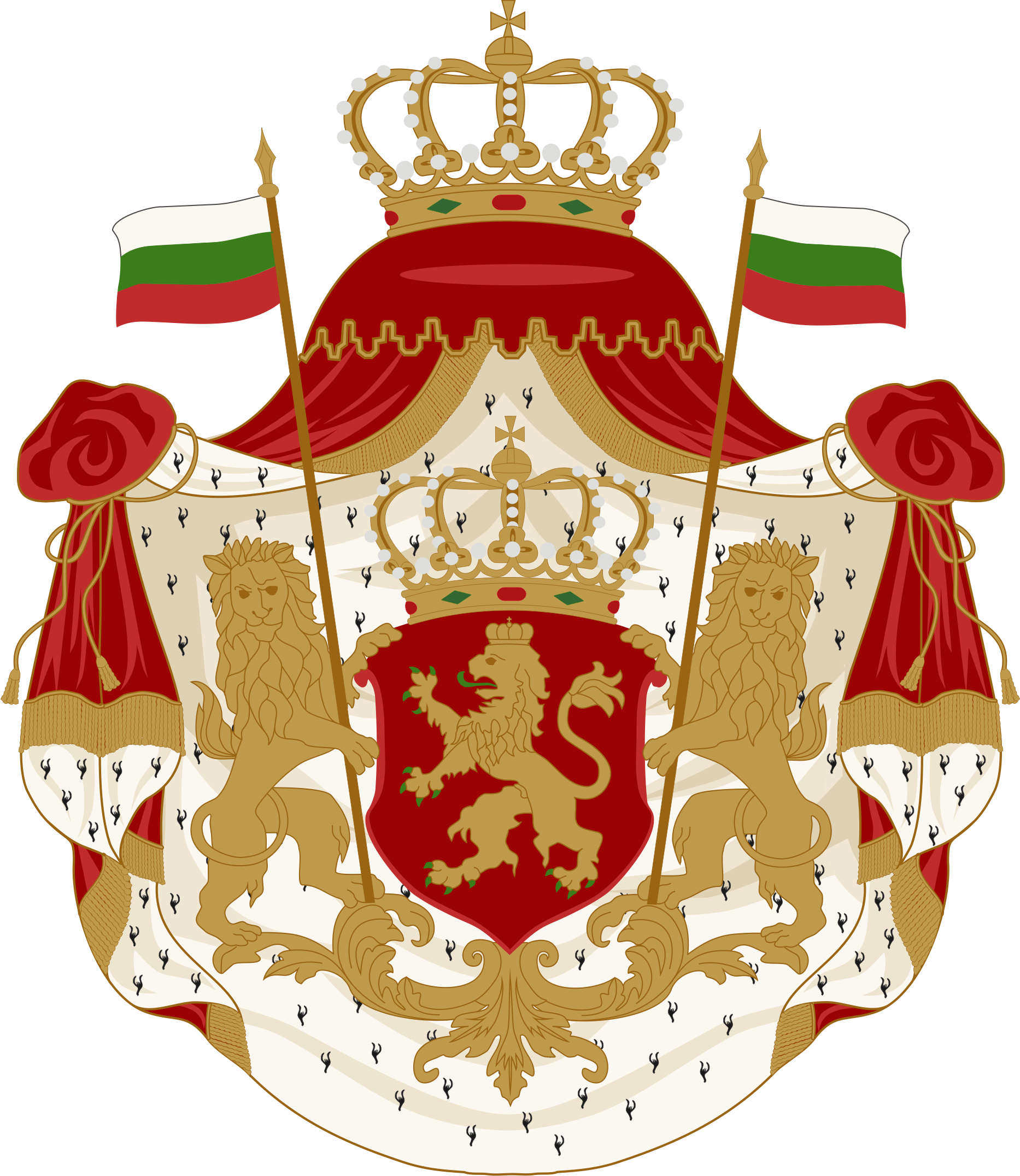
Regne de Bulgària, 1881-1927
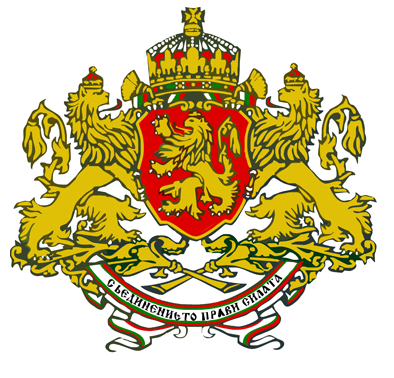
Regne de Bulgària, 1927-1946
República Popular de Bulgària, 1948
República Popular de Bulgària, 1948-1967
República Popular de Bulgària, 1968-1971
República Popular de Bulgària, 1971-1990